# Clugnat
Clugnat – miejscowość i gmina we Francji, w regionie Nowa Akwitania, w departamencie Creuse.
Według danych na rok 1990 gminę zamieszkiwały 752 osoby, a gęstość zaludnienia wynosiła 18 osób/km² (wśród 747 gmin Limousin Clugnat plasuje się na 175. miejscu pod względem liczby ludności, natomiast pod względem powierzchni na miejscu 67.).